# Kirsten Wenzel
Pour les articles homonymes, voir Wenzel.
Kirsten Wenzel, née le 27 février 1961 à Leipzig (RDA), est une rameuse d'aviron est-allemande.
Elle est sacrée championne du monde en quatre avec barreur aux championnats du monde d'aviron 1978 à Karapiro avec Kersten Neisser, Angelika Noack, Marita Sandig et Ute Skorupski.
Aux Jeux olympiques de 1980 à Moscou, elle est médaillée d'or en quatre avec barreur avec Ramona Kapheim, Silvia Fröhlich, Romy Saalfeld et Angelika Noack. 
Elle remporte deux médailles d'argent mondiales en quatre avec barreur en 1979 et en 1981.
Elle a un temps été mariée au nageur Rainer Strohbach.